# Zerwane zaręczyny
Zerwane zaręczyny (ang. Sad Cypress) – powieść kryminalna Agathy Christie, wydana po raz pierwszy w 1940 roku. Powieść przeniesiono na ekran w serii Poirot z Davidem Suchetem w roli głównej.

## Opis fabuły
Jakże opatrznościowa dla Elinor wydaje się śmierć pięknej Mary. Za jednym zamachem pozbyła się rywalki do serca ukochanego i otrzymała ogromny spadek, który – w świetle odkryć Herkulesa Poirota – należał się zmarłej dziewczynie. Szczęście nie trwa jednak długo. Elinor staje przed sądem oskarżona o morderstwo z premedytacją i nikt, ani sławny detektyw, ani nawet narzeczony, nie wierzy w jej niewinność.

## Rozwiązanie
Prawdziwym mordercą okazuje się być siostra Hopkins. Była ona ciotką Mary Gerrard i to jej Mary przepisała swój mały majątek, nie wiedząc naprawdę kim ona jest. Siostra Hopkins wpadła jednak: gdy Elinor w dniu śmierci Mary zauważyła na ręce pielęgniarki ukłucie, ta odpowiedziała, że ukuła się różą rosnącą przy domu. Zapomniała jednak, że jest to odmiana bez kolców. W kuchni, w której Elinor robiła kanapki, znaleziono kawałek etykiety, jak początkowo sądzono od morfiny (dopiero Poirot odkrył, że nazwy leków są pisane dużą literą, a na znalezionym skrawku widniał napis „morfina”, nie „Morfina”). Siostra Hopkins zatruła Morfiną herbatę, którą piła tylko ona i Mary. Elinor, z którą spożywały lunch, nie piła herbaty, co naturalnie było bardzo podejrzane. Hopkins musiała, jak najszybciej wstrzyknąć sobie apomorfinę. Wiedziała, że gdy weźmie apomorfinę, wystąpią wymioty, po których wszystko wróci do normy. Elinor zobaczyła ukłucie zaraz po tym, jak siostra Hopkins przeszła konwulsje po wstrzyknięciu apomorfiny. Okazuje się również, ze siostra Hopkins już wcześniej mordowała dla pieniędzy.